# Straßburg-Stadt
Straßburg-Stadt ist der Hauptort der Stadtgemeinde Straßburg im Bezirk St. Veit an der Glan in Kärnten und mit 1160 Einwohnern (Stand 1. Jänner 2024) die mit Abstand größte Ortschaft der Gemeinde.

## Lage
Straßburg-Stadt liegt im Gurktal an der Gurk, im Südwesten der Gemeinde Straßburg, auf dem Gebiet der Katastralgemeinde Straßburg Stadt, etwa 3 ½ km nordwestlich von Gurk.

## Geschichte

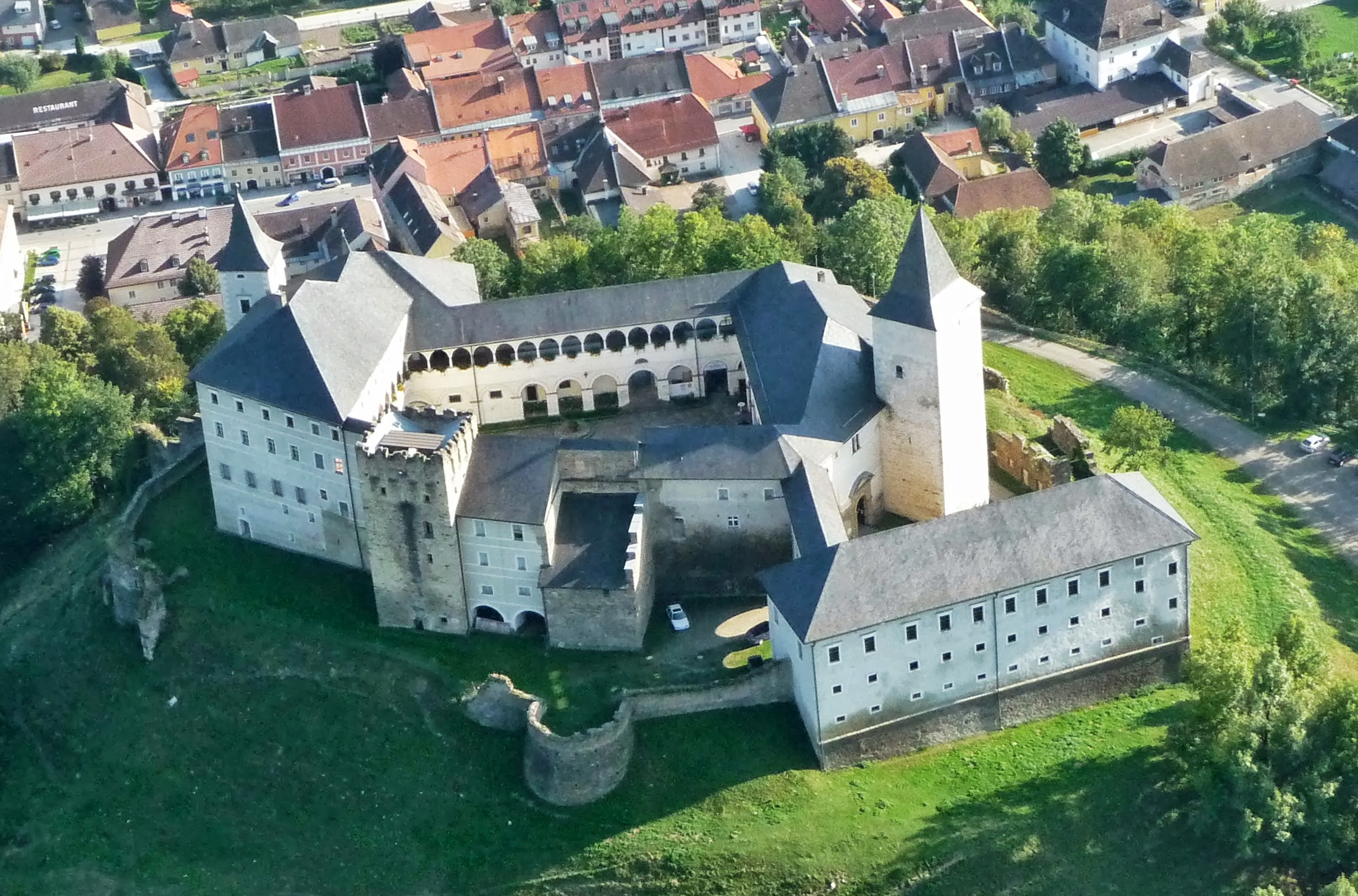
Burg Straßburg

Strazburch wird 1147 urkundlich erwähnt; die Bischöfe von Gurk hatten hier auf einem Bergsporn oberhalb der Straße, die durch das Gurktal von Virunum nach Salzburg führte, eine Burg als Bischofssitz errichtet, etwas westlich der Siedlung Lieding, der bereits 975 das Marktrecht verliehen worden war. Zu Füßen der Burg wurde im Mittelalter planmäßig eine um 1200 ummauerte Stadt angelegt, die sich allmählich nach Westen (Gurker Vorstadt), nach Osten (St. Veiter Vorstadt) und auch nach Süden zur Gurk hin (Untere Stadt) ausdehnte. 1228 wurde die Pfarre Straßburg aus der Mutterpfarre Lieding ausgegliedert.
Um 1330 wurde ein Kollegiatkapitel und das Armenspital gegründet. 1382 werden Richter und Rat der Stadt genannt. Die Bürgerschaft schlug den Stadtrichter vor, der vom Bischof auf Lebenszeit ernannt wurde.
1562 wird erstmals ein Bürgermeister von Straßburg erwähnt. Der Stadtrichter wurde nun jährlich gewählt. In der zweiten Hälfte des 16. Jahrhunderts wurde  ein Priesterseminar in Straßburg eingerichtet. Anfang des 17. Jahrhunderts wurde die Burg um zwei Stockwerke zu einem Schloss ausgebaut. 1640 wurde die Lorettokirche gebaut, die rasch ein Wallfahrtsziel wurde. 1689 fand eine Synode auf der Straßburg statt.
Die heute bestehenden Gebäude in der Altstadt gehen großteils auf Bauten des 15. bis 17. Jahrhunderts zurück. 1673 sind Weber, Färber, Schmiede, Schlosser, Lederer, Sattler, Tischler, Wagner, Glaser, Schneider, Hutmacher, Kürschner, Schuster, Bäcker, Fleischhacker, Bader und Barbier in der Stadt belegt, auch wenn die Mehrheit der Bevölkerung damals von der Landwirtschaft lebte. 1688 wird die Bürgergarde genannt.
1767 wurde das Schloss durch ein Erdbeben erheblich beschädigt, woraufhin die Bischofsresidenz von Straßburg zunächst ins neu errichtete Schloss Pöckstein und 1787 nach Klagenfurt verlegt wurde, wodurch Straßburg an Bedeutung verlor.
Bei Gründung der Ortsgemeinden 1850 wurde Straßburg-Stadt Hauptort der Gemeinde Straßburg. Zunächst wurden St. Veiter Vorstadt und Gurker Vorstadt als eigene Ortschaften geführt; beginnend mit der Volkszählung 1900 ist Straßburg Stadt  e i n e  Ortschaft.
1851 erhielt Straßburg ein Postamt. 1877 wurde die Freiwillige Feuerwehr Straßburg gegründet. Seit 1906 gibt es die Raiffeisengenossenschaft Straßburg. 1919 bekam die Stadt Telefonanschluss.
Nach dem Zweiten Weltkrieg wurde das seit einem Dachstuhlbrand von 1856 in Verfall begriffene Schloss wieder instand gesetzt. Während die ländlichen Gebiete der Gemeinde Einwohner einbüßten, nahm die Einwohnerzahl von Straßburg-Stadt in der zweiten Hälfte des 20. Jahrhunderts deutlich zu.

## Bevölkerungsentwicklung
Für die Ortschaft Straßburg-Stadt ermittelte man folgende Einwohnerzahlen:
- 1869: 79 Häuser, 645 Einwohner (= Summe der drei Ortschaften); davon Straßburg (Stadt) 37 Häuser, 329 Einwohner; Straßburg (Gurker Vorstadt) 16 Häuser, 135 Einwohner; Straßburg (St. Veiter Vorstadt) 26 Häuser, 181 Einwohner[3]
- 1880: 91 Häuser, 660 Einwohner (= Summe der drei Ortschaften); davon Straßburg (Stadt, mit Schloss) 42 Häuser, 344 Einwohner; Straßburg (Gurker Vorstadt) 17 Häuser, 144 Einwohner; Straßburg (St. Veiter Vorstadt) 32 Häuser, 172 Einwohner[4]
- 1890: 79 Häuser, 662 Einwohner (= Summe der drei Ortschaften); davon Straßburg (Stadt) 36 Häuser, 323 Einwohner; Gurker Vorstadt 16 Häuser, 151 Einwohner; St. Veiter Vorstadt 27 Häuser, 188 Einwohner[5]
- 1900: 88 Häuser, 688 Einwohner; davon Straßburg Stadt 38 Einwohner, 338 Einwohner; Gurker Vorstadt 17 Häuser, 139 Einwohner; St. Veiter Vorstadt 33 Häuser, 211 Einwohner[6]
- 1910: 89 Häuser, 717 Einwohner; davon Straßburg Stadt 40 Häuser, 315 Einwohner; Gurker Vorstadt 21 Häuser, 159 Einwohner; St. Veiter Vorstadt 28 Häuser, 243 Einwohner[7]
- 1923: 82 Häuser, 707 Einwohner[8]
- 1934: 752 Einwohner[9]
- 1951: 101 Häuser, 905 Einwohner[10]
- 1961: 176 Häuser, 1058 Einwohner[11]
- 2001: 313 Gebäude (davon 264 mit Hauptwohnsitz) mit 514 Wohnungen; 1230 Einwohner und 89 Nebenwohnsitzfälle; 477 Haushalte; 66 Arbeitsstätten, 32 land- und forstwirtschaftliche Betriebe[12]
- 2011: 343 Gebäude, 1251 Einwohner, 508 Haushalte, 75 Arbeitsstätten[13]
- 2021: 368 Gebäude, 1182 Einwohner, 498 Haushalte, 83 Arbeitsstätten[14]

## Kultur und Sehenswürdigkeiten
- Schloss Straßburg: Die ehemalige Bischofsburg ist eine der schönsten und größten Wehranlagen Österreichs.
- Stadtpfarrkirche St. Nikolai: In der um 1640 barock umgestalten Kirche und ihren Seitenkapellen wird an einige Bischöfe erinnert.
- Das spätbarocke ehemalige Alumnatsgebäude neben der Pfarrkirche dient als Stadtamt.
- Maria-Loreto-Kirche: Die um 1650 zur Wallfahrtskirche ausgebaute Kapelle liegt zwischen Stadtkern und Schloss.
- Spitalskirche: In dem frühgotischen, mehrmals umgebauten Rundbau wurden Wandgemälde aus der Bauzeit (um 1330) freigelegt.

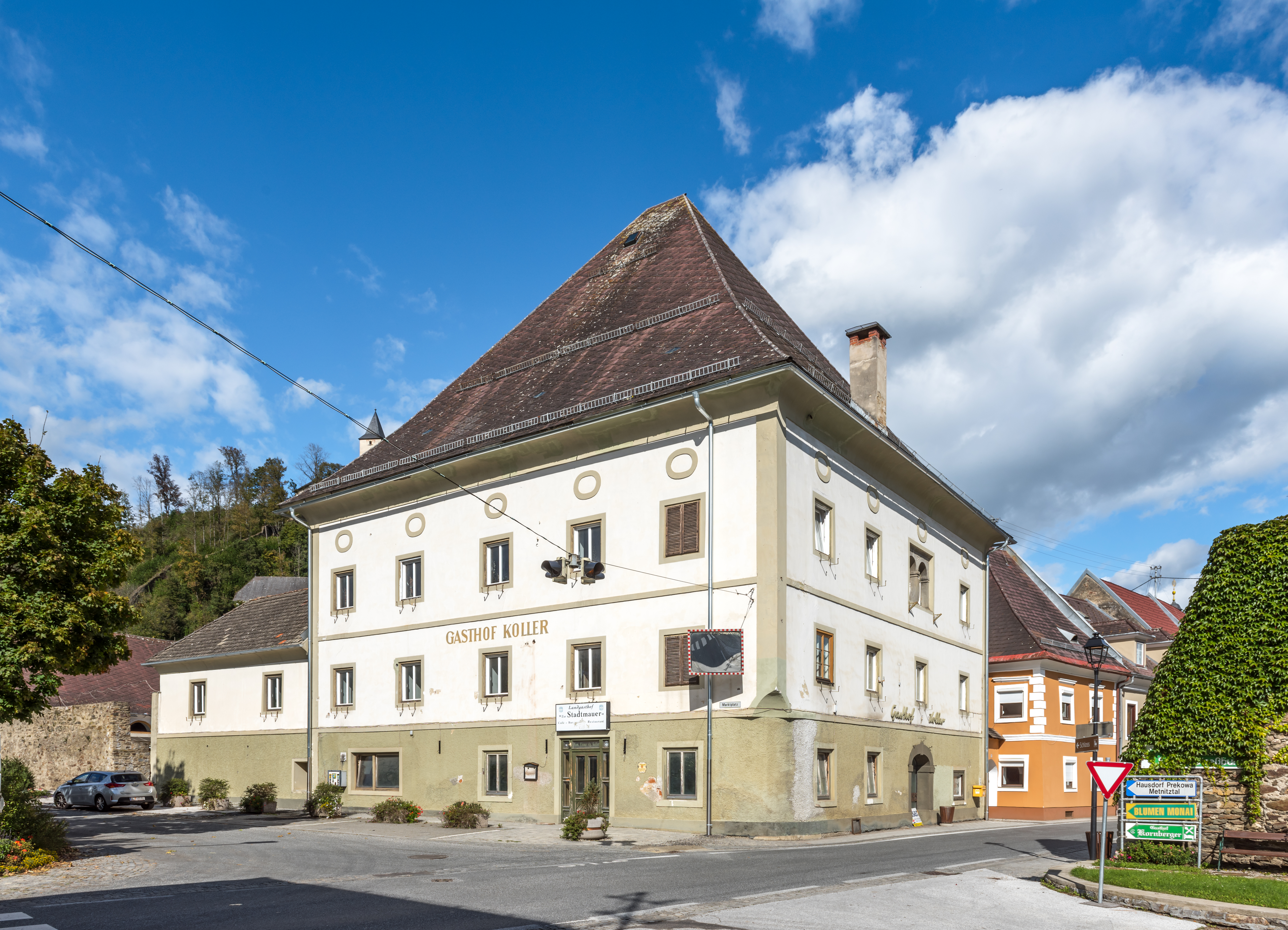
Gasthof Koller
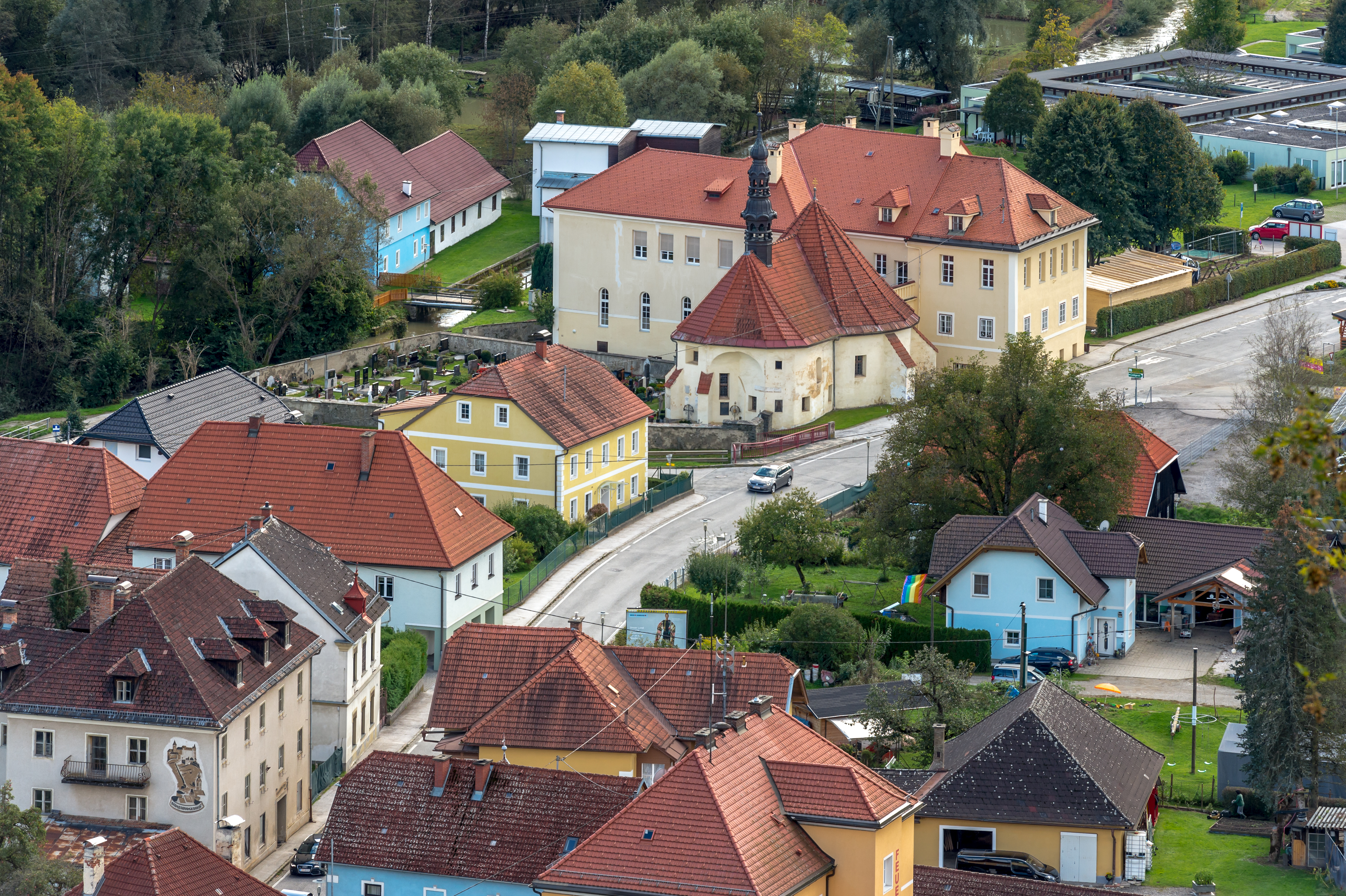
Gurker Vorstadt
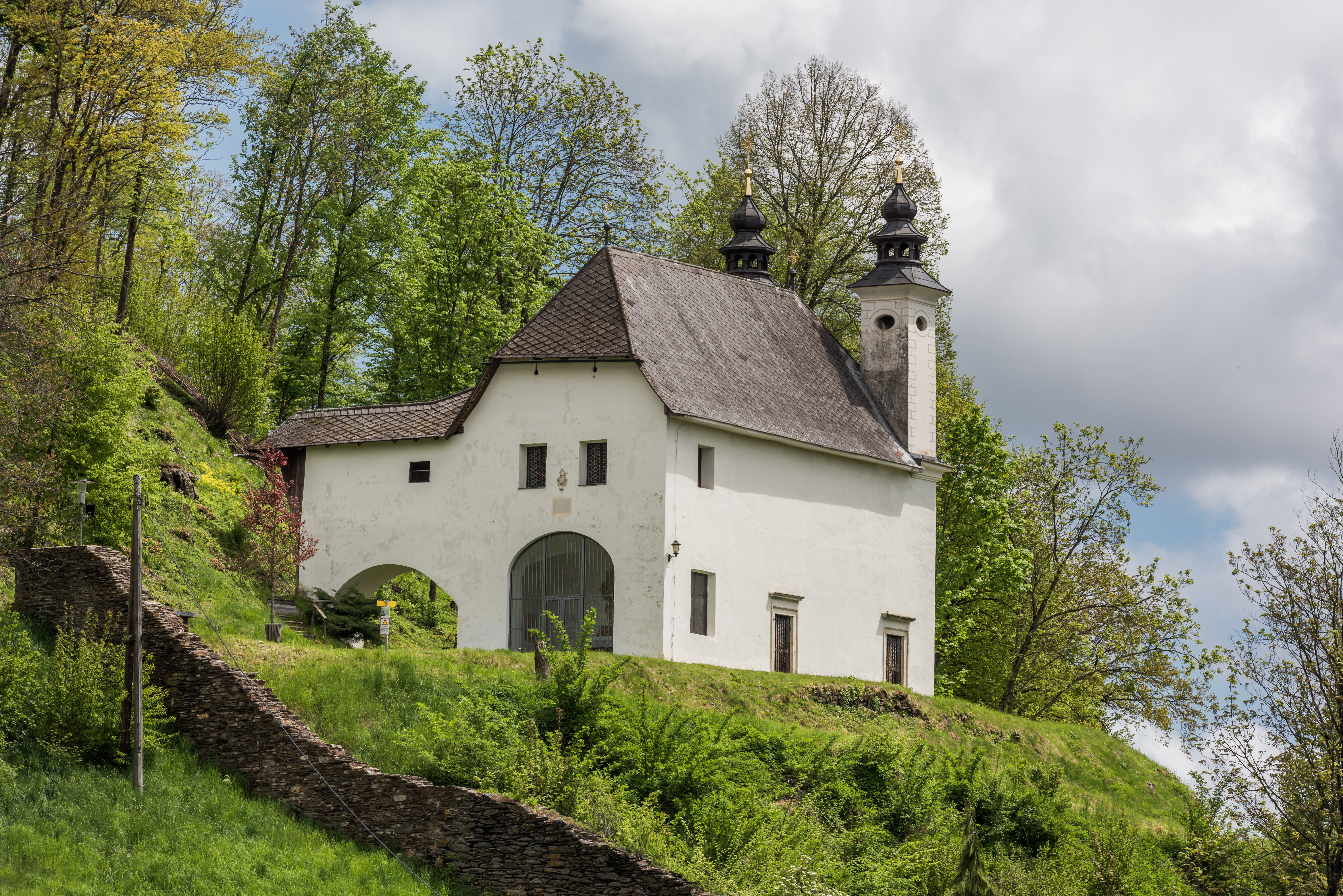
Maria-Loreto-Kirche
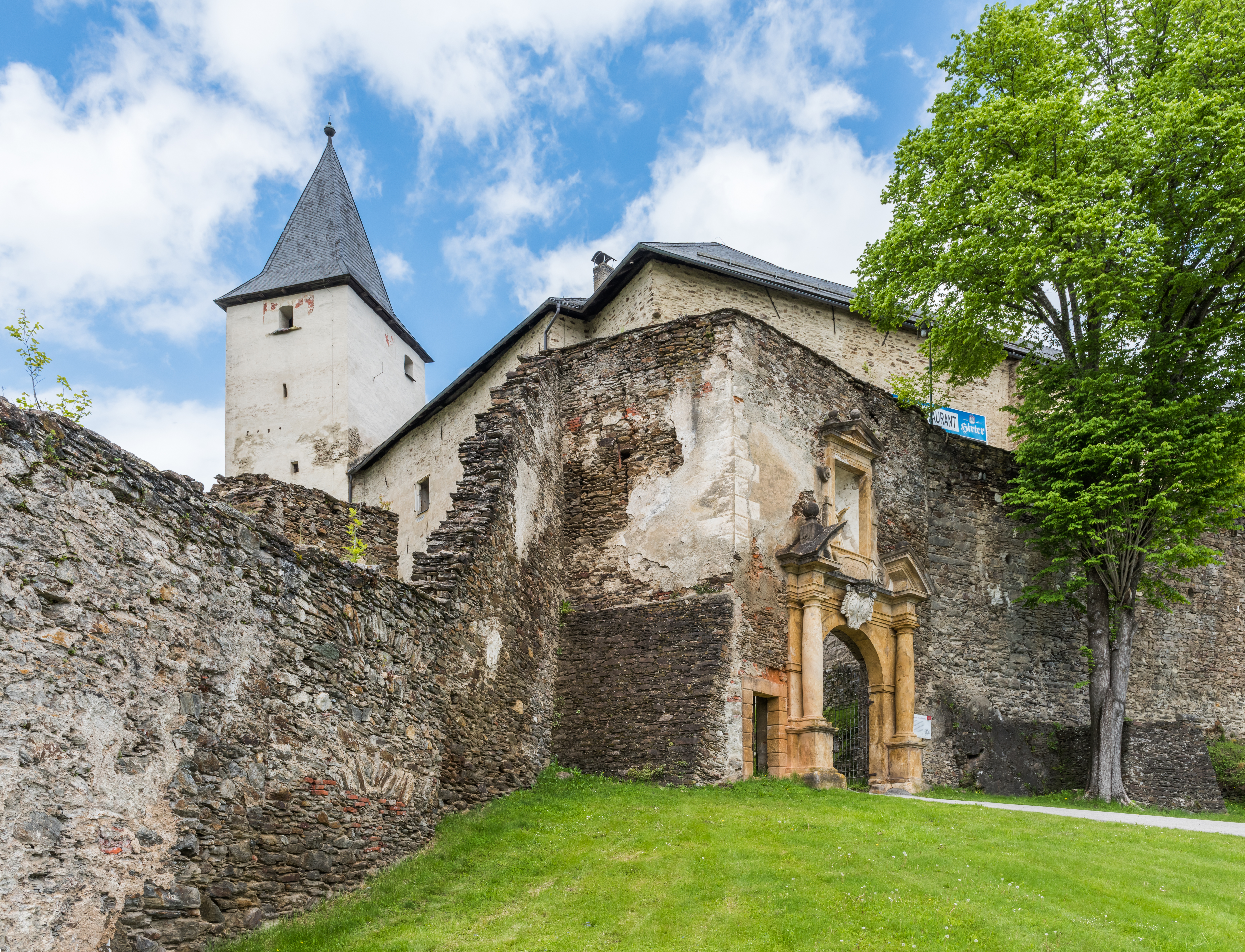
Schlossportal mit Stadtmauerteil